# Ојен (Алберта)
Ојен (енгл. Oyen) је малена варошица на крајњем југоистоку канадске провинције Алберта, у оквиру статистичке регије Јужна Алберта. Варош се налази у близини провинцијске границе са Саскачеваном, на 187 км северно од града Медисин Хат.
Насеље је добило име по насељенику норвешког порекла, Ендру Ојену који је први 1908. провео зиму на месту данашње варошице. Ојен је своју земљу касније продао железничкој компанији која је заједно са железницом која је туда прошла у јесен 1912. подигла и насеље које је добило статус села у јануару 1913. године.
Према резултатима пописа становништва из 2011. у варошици су живела 973 становника у 418 домаћинстава, 
што је за 4,1% мање у односу на попис из 2006. када је регистровано 1.015 житеља варошице.
Ојен је важан пољопривредни центар. Најважније културе су пшеница, јечам и уљана репица, те узгој говеда. 

## Становништво
| 2006. | 2011. |
| ----- | ----- |
| 1.015 | 973   |